# Kreolské jazyky na bázi nizozemštiny

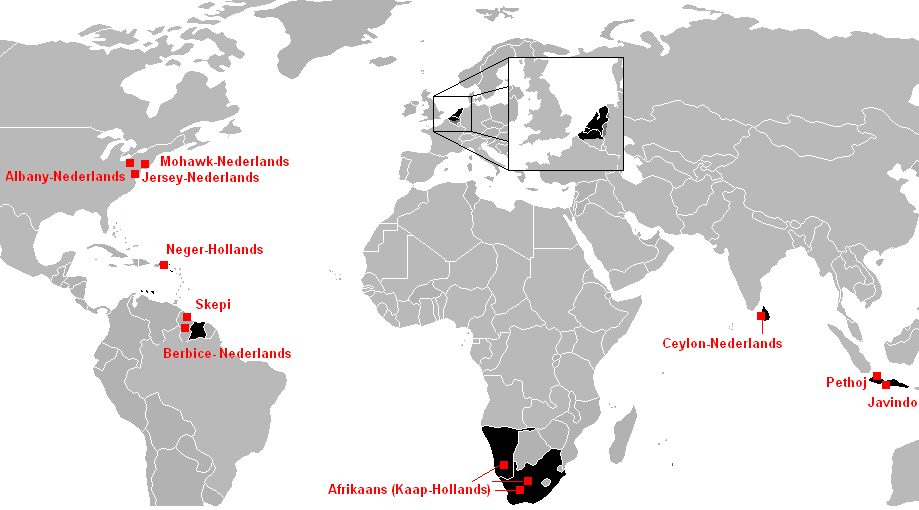
Bývalé rozšíření kreolských jazyků na bázi nizozemštiny

Kreolské jazyky na bázi nizozemštiny jsou kreolské jazyky odvozené z nizozemštiny. Ve většině případech má v těchto jazycích převahu slovník a gramatika z nizozemštiny. Vznikaly na území bývalých nizozemských kolonií a na území, kam přicházeli nizozemští osadníci. Naprostá většina těchto jazyků již vymřela. Kromě toho ještě nizozemština ovlivnila některé kreolské jazyky na bázi angličtiny v Surinamu (jedná se o jazyky saramaccan a sranan tongo) a některé kreolské jazyky na bázi portugalštiny (jazyky papiamento a srí-lanská portugalská kreolština).

## Seznam jazyků na bázi nizozemštiny
-Znak † označuje, že tento jazyk je již prokazatelně mrtvý.
- Afrikánština, nejrozšířenější jazyk Jihoafrické Republiky, mluví jím hlavně Búrové. Ovlivněna i dalšími místními jazyky. Dále je velmi rozšířená v Namibii (místní varianta se nazývá namibijská afrikánština). Dále je jazyk rozšířen v Botswaně, Zambii a Malawi.
  - Oorlamština, používá se v Namibii. V podstatě se nejedná o kreolský jazyk na bázi nizozemštiny, ale na bázi afrikánštiny, která je právě kreolským jazykem na bázi nizozemštiny.
- Berbice†, byl rozšířen v Guyaně, vymřel roku 2005.
- Skepi†, byl rozšířen v Guyaně, vymřel roku 1998.
- Negerhollands†, vycházel ze zeelandského dialektu, byl rozšířen na Panenských ostrovech, vymřel roku 1987.
- Petjo, rozšířen v Indonésii a u imigrantů v Nizozemsku, vznikl za doby nizozemské východní Indie, bylo ovlivněn javánštinou a betawi.
- Javindo†, mluvilo se jím na ostrově Jáva v Indonésii, silně ovlivněn javánštinou, rozšířen byl hlavně mezi míšenci.
- Mohawská nizozemština†, mluvilo se jím západně od města Albany ve státě New York, USA. Mluvili jí nizozemští osadníci smíšení s indiánským kmenem Mohawků. Vymřel na konci 19. století.
- Jerseyská nizozemština†, mluvilo se jím ve státě New Jersey (okresy Bergen a Passaic). Vymřela na začátku 20. století.